# Lipopeptide
Lipopeptide sind Peptide, die mit Lipiden modifiziert sind.

## Eigenschaften
Typische hydrophobe Modifikationen an Peptiden sind z. B. die Palmitoylierung, die Myristylierung, die Farnesylierung, der GPI-Anker und die Geranylgeranylierung. Durch diese Modifikationen (Lipidanker) binden Lipopeptide an Zellmembranen. Daneben sind sie amphiphil und lagern sich in wässrigen Lösungen oberhalb ihrer jeweiligen kritischen Mizellbildungskonzentration zusammen.
Manche Lipopeptide aktivieren die angeborene Immunantwort über die Toll-like Rezeptoren 1, 2 und 6. Das CSK4-Motiv mit einer bis drei Palmitoylierungen bindet an TLR.
Die Analyse von Lipopeptiden erfolgt durch eine Form der Immunfärbung oder per LC-MS.

## Anwendungen
Manche lineare oder zyklische Lipopeptide werden als Antibiotika verwendet oder besitzen antibiotische Wirkungen, z. B. Daptomycin, Bacillomycin, Echinocandine wie Caspofungin, Jagaricin, Malacidine, Mycosubtilin, Iturin A, Fengycin und Surfactin. Die antibiotische Wirkung der Lipopeptide basiert auf einem anderen Mechanismus als andere Antibiotika-Typen, bei dem eine Resistenzbildung erschwert ist.
Weiterhin werden Lipopeptide zur Verwendung als Futtermittelzusatzstoff, Chemotherapeutikum, Thrombolytikum und als Vesikelbildner untersucht. Als Vesikelbildner werden z. B. das zellpenetrierende Peptid TAT48–60 mit ein bis vier Alkylgruppen oder palmitoyliertes Ala‐Gly‐Phe‐Leu‐Arg verwendet. Das Lipopeptid Palmitoyl-Lys‐Thr‐Thr‐Lys‐Ser (kurz: C16-KTTKS) wird zur Glättung von Mimikfalten verwendet (Handelsname Matrikine). Bestimmte Lipopeptide (Pepducine) werden zur Modulation von G-Proteinen untersucht.